# Kento Fukuda
Kento Fukuda (født 15. maj 1990) er en tidligere japansk fodboldspiller.
Han har spillet for flere forskellige klubber i sin karriere, herunder Shonan Bellmare.